# Euphorbia elliotii
Euphorbia elliotii ist eine Pflanzenart aus der Gattung Wolfsmilch (Euphorbia) in der Familie der Wolfsmilchgewächse (Euphorbiaceae).

## Beschreibung
Die sukkulente Euphorbia elliotii bildet xerophytische und reichlich verzweigte Sträucher bis in 1,5 Meter Wuchshöhe aus. Aus einer knolligen Wurzel entspringen dünne und glatte Triebe mit kurzen und gestauchten Internodien an den Spitzen. An den Trieben sind deutliche Blattnarben zu sehen. Die verkehrt eiförmigen Blätter werden bis 4 Zentimeter lang und 3 Zentimeter breit. Sie sind etwa 1 Zentimeter lang gestielt und an der Unterseite behaart.
An den Spitzen der Triebe stehen die eingeschlechtlichen Cyathien in Büscheln. Die Blütenstandstiele sind 3 Millimeter lang und die Cyathien erreichen einen Durchmesser von 3 Millimeter. Die elliptischen Nektardrüsen sind grün gefärbt und stoßen aneinander. Die stumpf gelappte Frucht wird etwa 7 Millimeter groß und ist nahezu sitzend. Der kugelförmige Samen ist 2 Millimeter groß.

## Verbreitung und Systematik
Euphorbia elliotii ist endemisch im Süden von Madagaskar auf sandigen Böden in Wäldern in Küstennähe verbreitet.
Die Art steht auf der Roten Liste der IUCN und gilt als stark gefährdet (Endangered).
Die Erstbeschreibung der Art erfolgte 1945 durch Jacques Désiré Leandri.